# Copa Intercontinental da Índia de 2017
A Copa Intercontinental de 2017 (ou Torneio Hero Tri-Nation Series de 2017, por motivos de patrocínio e fazendo referências que apenas 3 seleções participaram.) Foi a primeira edição da Copa Intercontinental, um torneio de futebol de 3 times realizado no Mumbai Football Arena na cidade indiana de Mumbai entre os dias 19 e 24 de agosto de 2017. O torneio foi organizado pela AIFF como parte da preparação da equipe masculina sênior para a terceira rodada das partidas de qualificação da Copa Asiática de Seleções de 2019 . Os direitos do nome do torneio foram adquiridos pela Hero MotoCorp, que também patrocina a seleção nacional. O torneio recebeu críticas de pelo menos um meio de comunicação, citando que os $$ 3,7 cr gastos para organizar o torneio foram significativamente mais do que todo o orçamento anual da seleção feminina. O torneio estava originalmente programado para acontecer no Estádio Jawaharlal Nehru em Chennai, mas foi alterado uma semana antes do torneio devido a desentendimentos financeiros com os operadores do estádio. O técnico da Índia, Stephen Constantine, revelou que a intenção era realizar um torneio de 4 times com a Índia competindo contra times do Caribe, África e Ásia . No entanto, outra equipe asiática não participou. A Índia venceu o torneio depois e vencer um jogo e empatar outro.

## Seleções participantes
Ranking FIFA de 10 de agosto de 2017.
| Seleção               | Confederação | Ranking FIFA |
| --------------------- | ------------ | ------------ |
| Índia                 | AFC          | 97           |
| São Cristóvão e Neves | CONCACAF     | 125          |
| Ilhas Maurícia        | CAF          | 160          |

## Partidas
| Pos | Team                  | Part | V | E | D | GF | GA | GD | Pts |
| --- | --------------------- | ---- | - | - | - | -- | -- | -- | --- |
| 1   | India (C)             | 2    | 1 | 1 | 0 | 3  | 2  | +1 | 4   |
| 2   | São Cristóvão e Neves | 2    | 0 | 2 | 0 | 2  | 2  | 0  | 2   |
| 3   | Ilhas Maurícia        | 2    | 0 | 1 | 1 | 2  | 3  | −1 | 1   |

| 19 de agosto | Índia                     | 2-1 | Maurícia    | Mumbai Football Arena, Mumbai, India  |
|              | R. Singh 37' B. Singh 62' |     | Jocelym 15' | Árbitro: Hettikamkanamge Dilan Perera |

| 22 de agosto | São Cristóvão e Neves | 1-1    | Maurícia  | Mumbai Football Arena, Mumbai, India |
|              | Rogers 77'            | Report | Sarah 19' | Árbitro: C.R. Srikrishna             |

| 24 de agosto | Índia        | 1-1    | São Cristóvão e Neves | Mumbai Football Arena, Mumbai, India  |
|              | J. Singh 38' | Report | Amory 72'             | Árbitro: Hettikamkanamge Dilan Perera |